# غاي وودز
غاي وودز (بالإنجليزية: Gay Woods) هي مغنية بريطانية، ولدت في 1 سبتمبر 1948 في دبلن في جمهورية أيرلندا.

## وصلات خارجية
- الموقع الرسمي